# HMAS Whyalla (FCPB 208)
Pour les articles homonymes, voir HMAS Whyalla.
Le HMAS Whyalla (FCPB 208), nommé d’après la ville de Whyalla, en Australie-Méridionale, était un patrouilleur de classe Fremantle de la Royal Australian Navy (RAN).

## Conception et construction
À partir de la fin des années 1960, la planification d’une nouvelle classe de patrouilleurs pour remplacer la classe Attack a commencé, avec des conceptions visant à une meilleure tenue à la mer, un équipement et des armes plus modernes. Les navires de classe Fremantle avaient un déplacement de 220 tonnes à pleine charge, mesuraient 41,9 mètres de longueur hors tout, ils avaient une largeur de 7,39 mètres, et un tirant d'eau maximal de 1,75 mètre. Leur propulsion principale se composait de deux moteurs Diesel de la série MTU 538, qui fournissaient une puissance de 3200 chevaux (2400 kW) aux deux arbres d'hélice. L’échappement n’était pas expulsé par une cheminée, comme sur la plupart des navires, mais par des évents sous la ligne de flottaison. Les patrouilleurs pouvaient atteindre une vitesse maximale de 30 nœuds (56 km/h) et avaient une autonomie maximale de 5000 milles marins (9300 km) à 5 nœuds (9,3 km/h). L’équipage se composait de 22 personnes.
Chaque patrouilleur était armé d’un seul canon Bofors 40 mm L/60 monté à l’avant comme armement principal, complété par deux mitrailleuses Browning M2 de calibre .50 et un mortier de 81 mm,, mais le mortier a été retiré de tous les navires à la fin des années 1990. À l’origine, l’arme principale devait être constituée de deux canons de 30 mm sur un affût double, mais les Bofors reconditionnés ont été sélectionnés pour réduire les coûts. Des dispositions ont été prises pour installer un armement amélioré plus tard dans la carrière de la classe, mais cela ne s’est pas produit,.

## Carrière
Le HMAS Whyalla a été construit par NQEA à Cairns, dans le Queensland. Le navire a été mis en chantier le 13 juillet 1980, lancé le 22 mai 1982 et mis en service le 3 juillet 1982.
En juillet 2003, les Îles Salomon ont demandé l’aide de l’Australie pour rétablir l’ordre public. Il s’agissait notamment de fournir une aide humanitaire à la suite du déclenchement des combats entre les habitants de Guadalcanal et de Malaita. L’opération dirigée par l’Australie, la Mission régionale d'assistance aux Îles Salomon (RAMSI), visait à rétablir l’autorité de l’État. Elle est également connue sous les noms d’Opération Helpem Fren et d’Opération Anode. L’effort de reconstruction a porté sur le système judiciaire, les services publics et l’infrastructure. La Royal Australian Navy y a contribué par le déploiement des HMAS Manoora, HMAS Whyalla, HMAS Wewak, HMAS Labuan et HMAS Hawkesbury. Les navires ont soutenu la force de police participante (PPF) en les transportant dans des villages reculés. Ils ont également réparé les infrastructures endommagées et, plus tard, effectué des patrouilles de police des pêches et d’élimination des munitions.
Le HMAS Whyalla était basé au HMAS Cairns et a été désarmé le 2 septembre 2005,. Le patrouilleur a été démantelé à Darwin en 2006, pour un coût de 450000 $ pour le gouvernement australien.